# Naissance en 2013
Naissance
- 2009
- 2010
- 2011
- 2012
- 2013
- 2014
- 2015
- 2016
- 2017

Les naissances en 2013 concernent les personnalités nées entre le 1er janvier et le 31 décembre 2013.

## Mars
- 31 mars : Sofía Otero, actrice espagnole.

## Juillet
- 12 juillet : Ava et Alexis McClure, youtubeuses américaines.
- 22 juillet : George de Cambridge, membre de la famille royale britannique.